# Etimologia termenilor român și România
Termenul România provine de la român, care constituie un derivat fonetic al latinescului romanus.

## Etimologia etnonimuluiromân
Cel mai vechi indiciu referitor la existența numelui de „român” ar putea fi conținut de Cântecul Nibelungilor: „Ducele Ramunch din țara Valahilor/cu șapte sute de luptatori aleargă în întâmpinarea ei/ca pasarile sălbatice, îi vedeai galopând”. „Ramunch” ar putea fi o transliterație a numelui „Român” reprezentând în acest context un conducător simbolic al românilor.
Cele mai vechi atestări documentare ale termenului de „român” cunoscute în mod cert sunt conținute în relatări, jurnale și rapoarte de călătorie redactate de umaniști renascentiști din secolul al XVI-lea care, fiind în majoritate trimiși ai Sfântului Scaun, au călătorit în Țara Românească, Moldova și Transilvania. Astfel, Tranquillo Andronico notează în 1534, că românii („Valachi”) „se numesc romani”. Francesco della Valle scrie în 1532 că românii „se denumesc romani în limba lor”. Mai departe el citează chiar și o scurtă expresie românească: „Sti rominest?”. După o călătorie prin Țara Românească, Moldova și Transilvania Ferrante Capecci relatează prin 1575 că locuitorii acestor provincii se numesc pe ei înșiși „români” („romanesci”). Pierre Lescalopier scrie în 1574 că Moldova, Țara Românească și cea mai mare parte a Transilvaniei au fost locuite de coloniști romani din vremea lui Traian, și cei din Țara Românească „se consideră adevărați urmași ai romanilor și-și numesc limba „românește”, adică romana”.
Marturii suplimentare despre endonimul „român” furnizează și autori care au venit în mod prelungit în contact direct cu românii. Astfel umanistul sas Johann Lebel relatează în 1542 că „românii…se numesc pe ei înșiși Romuini”. Istoricul polonez Orichovius (Stanisław Orzechowski) scrie în 1554 că românii „se numesc pe limba lor romini după romani, iar pe limba noastră (poloneză) sunt numiți valahi, după italieni” în timp ce Primatul și diplomatul croat Antun Vrančić scrie în 1570 că „românii se numesc romani”, iar eruditul iezuit Martin Szentiványi⁠(en)[traduceți] citează în 1699 expresii românești ca: „Sie noi sentem Rumeni” și „Noi sentem di sange Rumena”.
Autori români ai secolelor al XVII-lea și al XVIII-lea ca Grigore Ureche, Miron Costin, Constantin Cantacuzino, sau Dimitrie Cantemir tratează amănunțit problematica etnonimului „român”, a originilor și semnificației sale, precum și a diferenței dintre exonimul „valah” și endonimul „român” în istoriografia străină și autohtonă.
Documentele istorice conțin două grafii: „român” și „rumân”.  Pâna în secolul al XIX-lea ambele forme sunt folosite în mod nediferențiat, uneori chiar în cadrul aceluiași text.
În Evul Mediu denumirea etnolingvistică „rumân/român” poseda și o semnificație socială, însemnând „om de rand”. Atunci când în secolul al XVII șerbia se extinde considerabil, printr-un proces sociolingvistic de diferențiere semantică, forma de răspândire mai largă „rumân” adoptă semnificația de „șerb”, în timp ce forma, probabil mai rară, „român” își pastrează semnificația etnolingvistică. După abolirea șerbiei de către Constantin Mavrocordat începând cu 1746, forma „rumân” tinde să dispară, fiind înlocuită treptat de forma „român”, care se stabilizează definitiv după 1830.

## Etimologia numelui „România”

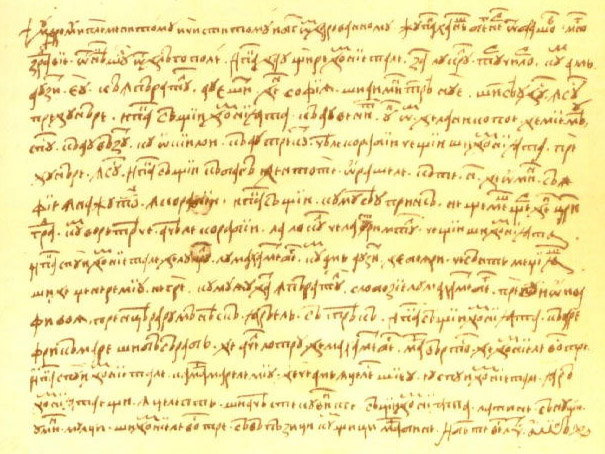
Scrisoarea lui Neacşu

Cel mai vechi indiciu cunoscut asupra unei denumiri geografice cu mențiunea „românesc” este conținută de unele versiuni ale operei Getica de Iordanes: „...Sclavini a civitate nova et Sclavino Rumunense et lacu qui appellantur Mursianus...”. Denumirea „Rumunense” constituie o transliterație latinizantă a unei pronunții slave pentru „românesc”. Deși mențiunea Sclavino Rumunense s-a dovedit a fi apocrifă, ea fiind o interpolare ulterioară în textul lui Iordanes, relevanța ei istorică rămâne considerabilă, interpolarea neputând fi mai târzie de secolele al X-XI-lea.
Cea mai veche atestare documentară cunoscută a numelui de țară este Scrisoarea lui Neacșu, 1521, ce conține mențiunea cěra rumŭněskŭ (Țeara Rumânească).
Miron Costin insistă asupra denumirii de „român, adică roman” ce o poartă românii din Principatele Române. La fel, Constantin Cantacuzino  explică pe larg în Istoria Țării Rumânești originile și semnificația denumirii de „român, românesc” dată Țărilor Române. Dimitrie Cantemir denumește în mod sistematic toate cele trei Principate locuite de români ca „Țari Românești”.
Termenul de „România” în accepțiunea sa modernă este atestat documentar în al doilea deceniu al secolului al XIX-lea.
Etimologia numelui „România” nu urmează regulile de formare ale numelor de țări în limba română, care în mod preponderant adaugă la etnonim sufixul –ia cu menținerea accentului inițial, ca în: „german” → „Germania”, „grec” → „Grecia”, „bulgar” → „Bulgaria”, „rus” → „Rusia”, etc. Termenul „România” are o istorie internă mult mai veche, fiind format din adăugarea sufixului –ie la endonimul „român” după modelul  „moș” → „moșie”, „domn” → „domnie”, „boier” → „boierie”, „țigan” → „țigănie”, care în limba română generează derivate substantivale ce desemnează de cele mai multe ori o stare și/sau o apartenență. Este foarte probabil ca înainte de a căpăta un sens național, în perioadele istorice premoderne „româniile” să fi desemnat comunități etnolingvistice, foarte aproape de ceea ce Iorga numea „Romaniae”, adică ”românii” țărănești 